# Rheocles sikorae
Rheocles sikorae är en fiskart som först beskrevs av Sauvage, 1891.  Rheocles sikorae ingår i släktet Rheocles och familjen Bedotiidae. IUCN kategoriserar arten globalt som otillräckligt studerad. Inga underarter finns listade i Catalogue of Life.